# INHEE
INHEE steht für The International Network for Higher Education in Engineering und ist das englische Akronym für ein internationales Netzwerk der Hochschulausbildung in Ingenieurstudiengängen.

## Studienprogramm
In diesem Hochschulnetzwerk kooperierten die folgenden Hochschulen miteinander.
- Universität Savoyen, Annecy (Frankreich)
- Berner Fachhochschule, Bern (Schweiz)
- Hochschule Dalarna, Borlänge (Schweden)
- Fachhochschule Kaiserslautern, Kaiserslautern (Deutschland)
- GMIT Galway-Mayo Institute of Technology, Galway (Irland)
- Helsinki Polytechnic, Helsinki (Finnland)
- Old Dominion University, Norfolk, Virginia (Vereinigte Staaten)
- Hogeschool Zeeland, Vlissingen (Niederlande)
- Technische Hochschule Breslau, Breslau (Polen)

Dieses Netzwerk bot ein Studienprogramm, wechselnd an drei Hochschulen, zum Master of Science (M.Sc.) in Maschinenbau sowie in Informationstechnik an. Die Technische Hochschule Breslau bot darüber hinaus einen Master in Informatik an.
Absolventen dieses insgesamt 10-semestrigen Studiengangs erhielten zwei Abschlüsse, beispielsweise in Deutschland den Dipl.-Ing. (FH) und den M.Sc. (Mechanical Engineering).
Alle Kurse, Prüfungen etc., die in diesem Studienprogramm angeboten wurden, waren in englischer Sprache. In Abstimmung mit dem internationalen Anspruch waren Kursprogramme in Kultur und Landessprache obligatorisch.